# Ghosts from the Past
 (mars 2022).
Si vous disposez d'ouvrages ou d'articles de référence ou si vous connaissez des sites web de qualité traitant du thème abordé ici, merci de compléter l'article en donnant les références utiles à sa vérifiabilité et en les liant à la section « Notes et références ».
Albums de Bang Gang
Lady & Bird
(2003)
Ghosts from the Past est le cinquième album studio du groupe de trip hop islandais Bang Gang, sorti le 23 mai 2008.

## Liste des pistes
1. The World Is Gray
2. One More Trip
3. I Know You Sleep
4. Black Parade
5. Lost In Wonderland (instrumental)
6. Every Time I Look In Your Eyes
7. Ghosts From The Past
8. Forever Now
9. Don't Feel Ashamed
10. You Won't Get Out[1]
11. Stay Home[1]